# Модель жизнеспособной системы
Модель жизнеспособной системы (англ. viable system model, VSM) является моделью организационной структуры любого жизнеспособного организма или автономной системы. Жизнеспособной системой является любая система, способная поддерживать своё отдельное существование в определенной среде. Одна из основных особенностей жизнеспособных систем в том, что они могут адаптироваться к изменяющимся условиям окружающей среды.

## Обзор
Эта модель была предложена теоретиком исследования операций и кибернетиком Стаффордом Биром в его книге «Мозг фирмы» (1972). Вместе с ранними работами Бира по применению кибернетики в управлении, эта книга фактически основала кибернетику менеджмента.
Прежде всего следует сказать о кибернетической теории организаций, входящей в модель жизнеспособной системы (VSM). Она предлагает рассматривать жизнеспособные системы как рекурсивные; одни жизнеспособные системы содержат в себе другие жизнеспособные системы, которые можно моделировать с помощью кибернетических описаний, идентичных как вышестоящим, так и нижестоящим по уровню системы в иерархии контейнеров (Бир называет это свойство жизнеспособных систем кибернетическим изоморфизмом).

## Состав модели жизнеспособной системы
Краткое кибернетическое описание элементов одного уровня VSM.

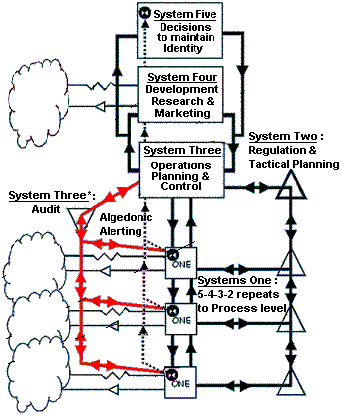
Основные функции VSM

Жизнеспособная система состоит из пяти взаимодействующих подсистем, которые могут быть отображены как аспекты организационной структуры. В широком смысле Системы 1-3 касаются оперативной деятельности организации («здесь и сейчас»), а Система 4 связана с «там и тогда» — стратегическим ответом на воздействие внешних, экологических и будущих вызовов окружающей среды. Система 5 отвечает за равновесие между «здесь и сейчас» и «там и тогда», чтобы сформировать директивные указания, которые обеспечат жизнеспособность организации.
- Система 1 в модели жизнеспособной системы обеспечивает несколько основных видов деятельности. Каждая Система 1 прежде всего сама является Жизнеспособной Системой в соответствии с рекурсивным характером системы, описанным выше. Это касается как минимум части функций, реализующих ключевую деятельность организации.
- Система 2 обеспечивает информационные каналы и органы, которые позволяют Системам 1 общаться между собой и с Системой 3 для контроля и координации деятельности Систем 1.
- Система 3 представляет структуры управления, которые организованы с целью установить правила, ресурсное обеспечения, права и обязанности Систем 1, а также для обеспечения взаимодействия с системами 4/5.
- Система 4 — Органы, входящие в Систему 4 отвечают за наблюдение за окружающей средой, с целью контролировать, каким образом организация должна адаптироваться, чтобы оставаться жизнеспособными.
- Система 5 отвечает за политические решения в рамках организации в целом, чтобы сбалансировать потребности и запросы различных частей организации и управлять организацией в целом.

В дополнение к подсистемам, которые составляют первый уровень рекурсии, в модели представлена внешняя среда. Наличие внешней среды, отражает в модели область действия системы, без которой невозможно учесть контекст или базу внутренних взаимодействий организации.
- Алгедонические сигналы (от греч. αλγος — боль и греч. ηδος — наслаждение) являются сигналами тревоги и вознаграждения, которые поднимаются через уровни рекурсии, когда фактическое исполнение не удалось или превышает возможности системы, как правило, после тайм-аута.

В основу модели положена архитектуры мозга и нервной системы. Системы 3-2-1 отождествляются с вегетативной нервной системой. Система 4 воплощает в себе познание и общение. Система 5 — высшие функции мозга, включающие самоанализ и принятие решений.

## Закономерности жизнеспособных систем
В книге «Сердце предприятия», входящей в серию «Мозг фирмы», Бир применяет принцип Эшби о необходимом разнообразии: число возможных состояний системы или элементов системы. Есть два афоризма, которые позволяют наблюдателю рассчитать разнообразие; четыре принципа организации; теорема о рекурсивных системах; три аксиомы управления и закон сплоченности. Эти правила обеспечивают соблюдение необходимого разнообразия, и соответствие ресурсов потребностям.

### Афоризмы управления
Это афоризмы:
- Нет необходимости заглядывать в «чёрный ящик», чтобы понять характер функций, которые он выполняет.
- Нет необходимости заглядывать в «чёрный ящик» для расчета разнообразия, которые он потенциально может породить.

### Принципы организации
(Принципы являются «основными источниками конкретного результата»)
Этими принципами являются:
- Управленческие, операционное и внешнее разнообразие, проходя через организационную систему стремится к равномерному распределению; его следует планировать, чтобы минимизировать ущерб для людей и стоимость.
- Четыре направления каналов, передающих информацию между блоками управления, операций и окружающей среды должны иметь пропускную способность, большую, чем необходимо для передачи информации о разнообразии порождаемом всеми подсистемами в момент времени.
- Всегда когда информация, прошедшая через канал, допускающая различия данного разнообразия, пересекает границу, она испытывает преобразование; и разнообразие преобразования должно быть по крайней мере эквивалентно разнообразию канала.
- Работа первых трёх принципов должна циклически поддерживаться в течение времени без перерыва или задержки.

### Теорема о рекурсивных системах
Эта теорема гласит:
- В рекурсивной организационной структуре любая жизнеспособная система содержит другие жизнеспособные системы, и сама содержится в жизнеспособной системе следующего уровня.

### Аксиомы
Эти аксиомы:
- Сумма горизонтального разнообразия распределенного по п оперативных элементов (системы 1) равна сумме вертикального разнообразия распределенного по шести вертикальным компонентам организационной структуры (5, 4, 3, 3 *, 2, 1).[4]
- Разнообразие, заключающееся в Системе 3, в результате действия первой аксиомы равно разнообразию заключающемуся в Системе 4.
- Разнообразие, заключающееся в Системе 5 равно остаточному разнообразию, порождённому действием второй аксиомы.

### Закон связности для множественной рекурсии жизнеспособных систем
Этот закон («сохранения чего-либо в природе») гласит:
- Разнообразие Системы 1 допустимое для Системы 3 в рекурсии х равно разнообразию заключенному в сумме метасистем рекурсии у для каждой пары в рекурсии.[5]

## Измерение эффективности

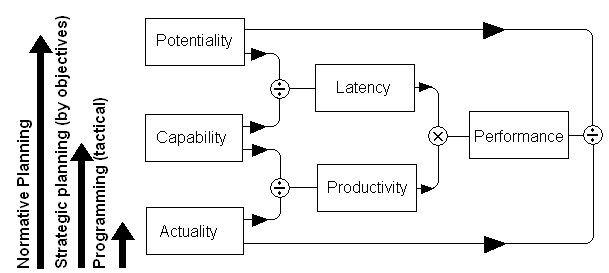
Три меры мощности производства три меры достижения

В книге «Мозг фирмы» (стр. 163) описывается тройной вектор для характеристики деятельности в Системе 1 (три показателя эффективности). Он основывается на трёх показателях:
Фактический:  «Что нам удается получить в настоящее время при существующих ресурсах и существующих ограничениях».
Наличный:  «Это то, что мы могли бы достигнуть (т.е теперь) при существующих ресурсах, при существующих ограничениях, если бы мы действительно принялись решать такую задачу.»
Потенциальный:  «Это то, что нам удастся сделать, развивая наши ресурсы и снимая ограничения, действуя в пределах наших средств и возможностей.»
Стаффорд Бир добавляет: «Было бы хорошо сделать эти определения более простыми для понимания.» Система 4, по существу, работает для того, чтобы реализовывать потенциал.
Затем он определяет производительность:  это отношение фактического показателя к расчетному;
скрытая производительность:  это отношение расчетного к потенциальному;
текущая производительность:  это отношение фактически достигнутого и потенциальному, а также отношение скрытой и расчетной производительности.
Рассмотрим управление процессом с денежных доходов или сбережений для компании или правительства: потенциально можно было бы достичь £100,000, а запланировано — £60.000. Фактические продажи, сбережения или налоги составили £40,000.
Тогда, потенциальный показатель = £ 100,000; наличный = £ 60,000; фактический = £ 40.000.
Таким образом, скрытая производительность = 60/100 = 0,6;
производительность = 40/60 = 0,67;
текущая производительность = 0,6 × 0,67 = 0,4 (или фактический показатель / потенциальный 40/100).
Этот метод (также известный как нормализация S) может аналогичным образом применяется в общем виде. Например, для часов, затраченных на выполнение задачи или производство в процессе создания какой-либо продукции.
Когда фактический показатель отличается от наличного, потому что кто-то сделал что-то хорошо или, наоборот, плохо, то, алгедонический сигнал отправляется руководителю. Если меры по исправлению положения, улучшения технологии или исправлению ошибки, не будут своевременно приняты, сигнал поднимается на следующий уровень управления. Поскольку показатели рассчитываются в порядке иерархии управления, в эскалации сигналов нет особой нужды, но рутинные функции обработки сигналов должны строиться с учетом самых распространенных эвристических практик. Эти эвристики должны постоянно контролироваться и корректироваться Системой 4.
Коммерческие структуры применяют эти показатели для повышения эффективности, когда наличный или потенциальный показатели реализуются, например, в виде бонусов за продуктивность, соглашении о разделе прибыли или правах на интеллектуальную собственность.

## Метаязык

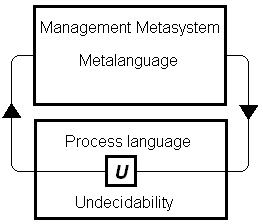
Решение неразрешимость путём повышения метаязык

В восходящей рекурсии жизнеспособной системы, в контексте каждой автономии уровня 5-4-3-2, метасистема усиливает своё разнообразие.
Это определяет метаязык стека увеличения возможностей разрешения неопределенности в автономиях более низких уровней. Если кому-то вблизи уровня процесса необходимо нововведение, чтобы достичь потенциального, или наличного показателей, помощь может быть обеспечена более верхней системой управления разнообразием.
Алгедонический сигнал, отправляется, когда фактический показатель отклоняется на некоторое статистически значимую величину от наличного, что позволяет автоматизировать этот процесс.
Понятие увеличения разнообразия для устранения состояния неоднозначности или неразрешимости (также известное как решение проблемы) является предметом математической гипотезы Грегори Хайтина об алгоритмической теории информации и предоставляет потенциально строгую теоретическую основу для общего эвристического управления. Если процесс не производит заданный продукт, дополнительная информация, если это возможно, исправит это, разрешая неопределенность, конфликт или неразрешимость.
В «Платформе перемен» (Стаффорд Бир 1975) разработаны предложения по сбору документов для фискальных органов, в том числе полиции и медицинских учреждений, для создания глобальной системы мониторинга. Здесь «Релевантная этика» эволюционирует от «Этики экспериментатора» и «Этики вырванных кишок» к сбалансированному уровню, преобразуя «традиционную организацию» к «организации инновационной», движимая утверждениями (критерии счастья «вопросы измерений» в «Платформе Перемен» стр. 163—179) из «software milieu», а культуры приобретает системный подход и «Homo Faber» (человек-творец) становится «Homo Gubernator»(человек-самодержец).

## Применение VSM
Относительно VSM мера разнообразия ранее использовалась для сопоставления людских ресурсов, машин и капитала к работе по производству продукции или оказанию услуг. В наборе процессов, некоторые работы выполняются одним человеком. Некоторые процессы выполняются многими людьми, иногда же несколько процессов выполняются одним и тем же человеком. На протяжении рабочего дня участник, выполняющий задачи, может перемещать внимание между внутренними и внешними системами 1, 2, 3, 4 и 5 от момента к моменту.
Выбор, или решения различаются и их стоимости (или трудоёмкость) определяют разнообразие, и, следовательно, ресурсы необходимые для работы. Производственные процессы (Системы 1), оперативно управляемые Системой 3 с помощью мониторинга производительности и обеспечения (Система 2) потока продукции между Системой 1 и внешними пользователями.
Система 3 способна проводить аудит (через Систему 3*) прошлой производительности, так что «плохие времена» производства можно сравнить с «хорошими временами». Если что-то пошло не так и уровень риска увеличился Система 3 запрашивает помощь или направляет коллег в помощь. Это сигнал «боль» в алгедонических сигналах, который срабатывать автоматически, когда производительность не позволяет достичь возможных целей. Проблема в петле гомеостатической автономии в системах 3-2-1 поглощается для решения в рамках своей автономии метасистемы. Рекомендации Системы 4 (её роль играют исследовательские подразделения, отдел маркетинга и т. п.) предназначены для развития.
Если потребуются дополнительные ресурсы, Система 5 примет решение, на основании лучших вариантов, предоставленных Системой 4. Эскалация для высшего руководства (до метаязыкового уровня рекурсии) будет нужна, если решение требует больше ресурсов, чем текущий уровень возможностей и разнообразия может выдержать. Сигнал удовольствия в алгедонических сигналах, при применении полезных инноваций обрабатывается аналогичным образом.
В малом бизнесе все эти функции могут выполняться одним человеком или распределяется между участниками. В крупных предприятий роли могут дифференцироваться и становиться более специализированными подчеркивая один или несколько аспектов VSM. Местные условия, окружающая среда и характер услуг или продуктов, определяют, как складирование, продажи, реклама, продвижение, рассылки, налогообложение, финансы, заработная плата и т. д., вписывается в эту модель. Не все предприятия оплачивают свои операции (например, школы, бесплатная медицина, охрана правопорядка) и добровольцы могут не оплачиваться. Реклама или доставка может не быть частью бизнеса, или они могут быть основным видом деятельности. Независимо от обстоятельств, все предприятия должны быть полезными для своих пользователей, если они хотят оставаться жизнеспособными. Для всех участников центральным остается вопрос: "Должен ли я выполнить эту операцию как обычно или применить инновацию? Это воплощается в обращении к Системе 4. VSM описывает ограничения: историю прошлой деятельности и как она может быть улучшена.
Стаффорд Бир посвятил «Мозг фирмы» своим прошлым и настоящим коллегам со словами «Absolutum obsoletum», что он перевел как «Если это работает — оно уже устарело».

## Рекомендуемая литература
- 1972, Stafford Beer, Brain of the Firm; Allen Lane, The Penguin Press, London, Herder and Herder, USA. Translated into German, Italian, Swedish and French (The founding work)
- 1975, Stafford Beer, Platform for Change; John Wiley, London and New York. (Lectures, talks and papers)
- 1979, Stafford Beer, The Heart of Enterprise; John Wiley, London and New York. (Discussion of VSM applied)
- 1985, Stafford Beer, Diagnosing the System for Organizations; John Wiley, London and New York. Translated into Italian and Japanese. (Handbook of organizational structure, design and fault diagnosis)
- 1989, Ed. Espejo and Harnden The Viable System Model; John Wiley, London and New York.
- 2007, William F. Christopher Holistic Management; John Wiley, London and New York.
- 2008, Türke, Ralf-Eckhard: Governance — Systemic Foundation and Framework (Contributions to Management Science, Physica of Springer, September 2008).Link
- 2008, Patrick Hoverstadt: The Fractal Organization: Creating sustainable organizations with the Viable System Model Wiley
- 2009, José Pérez Ríos, Diseño y diagnóstico de organizaciones viables: un enfoque sistémico, Universidad de Valladolid ReadOnTime